# Donne armate
Donne armate è un film per la televisione del 1991 diretto da Sergio Corbucci, che morirà prima della messa in onda.

## Trama
Angela Venturi, ispettrice di polizia, si lascia sfuggire la terrorista Nadia Cossa durante il trasferimento di quest'ultima. La riacciuffa, ma solo per constatare che la donna è nel mirino di una banda di trafficanti e ora nel mirino c'è anche lei.

## Produzione
Girato da Sergio Corbucci dopo aver diretto il suo ultimo film per il grande schermo (Night Club del 1989), non assisterà alla diretta su Rai 1 a causa della sua morte, causata da un infarto.